# Luis Garisto
Luis Garisto Pan (Montevideo, Uruguay; 3 de diciembre de 1945-21 de noviembre de 2017) fue un jugador y entrenador de fútbol uruguayo.
Como futbolista, fue campeón de Uruguay con Peñarol, campeón de Argentina y la Copa Libertadores con Independiente, a la vez que jugó con su selección la Copa del Mundo de 1974. Además dirigió a Nacional, Peñarol y clubes de México, Argentina y Chile, resultando campeón en este último país con Cobreloa.

## Clubes

### Como jugador
| Club                      | País      | Año       |
| ------------------------- | --------- | --------- |
| Racing Club de Montevideo | Uruguay   | 1960-1961 |
| Defensor Sporting         | Uruguay   | 1961-1962 |
| Sud América               | Uruguay   | 1962-1969 |
| Independiente             | Argentina | 1969-1973 |
| Peñarol                   | Uruguay   | 1974-1975 |
| Cobreloa                  | Chile     | 1976-1978 |

### Como entrenador
| Club                    | País      | Año       |
| ----------------------- | --------- | --------- |
| Rampla Juniors          | Uruguay   | 1980      |
| Nacional                | Uruguay   | 1984-1985 |
| Gimnasia La Plata       | Argentina | 1985-1987 |
| Unión de Santa Fe       | Argentina | 1988      |
| Gimnasia La Plata       | Argentina | 1988-1989 |
| Atlas                   | México    | 1989-1991 |
| Estudiantes de La Plata | Argentina | 1992-1993 |
| Argentinos Juniors      | Argentina | 1994      |
| Toluca                  | México    | 1995-1996 |
| Banfield                | Argentina | 2001-2003 |
| Cobreloa                | Chile     | 2003      |
| Chacarita Juniors       | Argentina | 2004      |
| Instituto de Córdoba    | Argentina | 2004-2005 |
| Peñarol                 | Uruguay   | 2006      |
| Central Español         | Uruguay   | 2009      |

## Títulos

### Como jugador

#### Campeonatos nacionales
| Título              | Club          | País      | Año    |
| ------------------- | ------------- | --------- | ------ |
| Primera División    | Independiente | Argentina | M-1970 |
| Primera División    | Independiente | Argentina | M-1971 |
| Campeonato Uruguayo | Peñarol       | Uruguay   | 1974   |
| Campeonato Uruguayo | Peñarol       | Uruguay   | 1975   |

#### Campeonatos internacionales
| Título                       | Club          | Sede        | Año  |
| ---------------------------- | ------------- | ----------- | ---- |
| Copa Libertadores de América | Independiente | Avellaneda  | 1972 |
| Copa Libertadores de América | Independiente | Montevideo  | 1973 |
| Copa Interamericana          | Independiente | Tegucigalpa | 1973 |

### Como entrenador

#### Campeonatos nacionales
| Título                    | Club     | País  | Año    |
| ------------------------- | -------- | ----- | ------ |
| Primera División de Chile | Cobreloa | Chile | C-2003 |